# RBG – Ein Leben für die Gerechtigkeit
RBG – Ein Leben für die Gerechtigkeit (Originaltitel: RBG) ist ein US-amerikanischer Dokumentarfilm (2018) über die Richterin am Obersten Gerichtshof Ruth Bader Ginsburg, nach ihren Initialen häufig RBG genannt. Er wurde beim Sundance Film Festival 2018 vorgestellt und kam im Mai 2018 ins US-Kino. Kinostart in Deutschland war am 13. Dezember 2018. RBG war für die Oscarverleihung 2019 in zwei Kategorien nominiert.

## Inhalt
Der Film porträtiert die bei den einen verhasste, von den anderen als Ikone der Popkultur betrachtete Ruth Bader Ginsburg, die im Alter von 85 Jahren in 25 Jahren am Obersten Gerichtshof an zahlreichen Urteilen zu Frauenrechten und Diskriminierung beteiligt war. Sie diente als zweite Frau nach Sandra Day O’Connor am Supreme Court.
Betsy West und Julie Cohen erzählen das Leben der Richterin von ihrer Kindheit bis in die Gegenwart. Man erfährt über ihre Herkunft aus einer jüdischen Familie von Einwanderern in Brooklyn, New York, die Erwartung ihrer Mutter, immer eine „Lady“ zu sein, die sich nicht zu Zorn hinreißen lässt und nach finanzieller Unabhängigkeit strebt. Schon im Studium traf sie ihren Mann Martin D. Ginsburg (1932–2010), heiratete ihn 1954 und bekam Tochter Jane. Sie wurde als eine von neun Studentinnen an der Harvard Law School zugelassen, kümmerte sich abends um die 14 Monate alte Tochter und den damals krebskranken Mann. Nach ihrem Abschluss hatte sie zunächst Schwierigkeiten, eine Arbeit zu finden, wurde dann Dozentin, Anwältin und unter Präsident Bill Clinton dann Richterin am Obersten Gerichtshof.
Der Film folgt den Prozessen vor dem Obersten Gerichtshof, die sie als Anwältin, dann als Richterin führte, porträtiert jeweils kurz das Schicksal der Kläger und deutet an, was die Urteile für Konsequenzen hatten. Bader Ginsburg kommt selbst zu Wort, ebenso ihr verstorbener Mann, ihre Kinder Jane und James und eine Enkelin. Bill Clinton erinnert sich an ihre Begegnung 1993, es gibt Dokumentaraufnahmen von der Anhörung im Senat der Vereinigten Staaten im selben Jahr. Gloria Steinem stellt ihre Bedeutung heraus. Es gibt Szenen von einem Workout mit einem Personal Trainer, Aufnahmen von Opernbesuchen und von öffentlichen Auftritten vor jungen Leuten, die sie mit frenetischem Beifall begrüßen. In einer Szene kommentiert sie die Jabots in ihrem Kleiderschrank, die sie anstelle der Richterroben trägt. Man sieht Tassen mit ihrem Konterfei, T-Shirts und sogar Fotos von Tätowierungen. Zweimal spricht sie den Satz „Alles, was ich verlange, ist, dass unsere Brüder ihre Füße aus unserem Nacken nehmen.“

## Auszeichnungen
Vom National Board of Review wurde der Film als Bester Dokumentarfilm 2018 ausgezeichnet.
RBG war bei der Oscarverleihung 2019 in den Kategorien Bester Dokumentarfilm und Bester Song nominiert.

## Rezeption
Der Film  erhielt von Kritikern auf breiter Front sehr positive Bewertungen. Auf der Kritik-aggregierenden Website Rotten Tomatoes hat der Film eine Bewertung von 95 %, basierend auf 153 Rezensionen, mit einer durchschnittlichen Bewertung von 7,5/10.
Der Film spielte bis Oktober 2018 14 Millionen US-Dollar ein.